# 204786 Wehlau
204786 Wehlau este un asteroid din centura principală de asteroizi.

## Descriere
204786 Wehlau este un asteroid din centura principală de asteroizi. A fost descoperit pe 25 mai 2006 la Mauna Kea de Paul Wiegert. Asteroidul prezintă o orbită caracterizată de o semiaxă mare de 2,59 ua, o excentricitate de 0,05 și o înclinație de 0,4° în raport cu ecliptica.